# Agliana
Agliana est une commune italienne de la province de Pistoia dans la région Toscane en Italie.

## Géographie

Localisation de la commune d'Agliana à l'intérieur de la province de Pistoia

La commune est située en Toscane, entre Pistoia et Prato.

## Administration
| Période                                  | Période  | Identité           | Étiquette              | Qualité |
| ---------------------------------------- | -------- | ------------------ | ---------------------- | ------- |
| 1999                                     | 2009     | Paolo Magnanensi   | Centre gauche, puis PD |         |
| 2009                                     | 2014     | Eleanna Ciampolini | PD                     |         |
| 2014                                     | En cours | Giacomo Mangoni    | PD                     |         |
| Les données manquantes sont à compléter. |          |                    |                        |         |

### Hameaux
San Piero, San Niccolò, San Michele, Spedalino, Ferruccia, Catena, Ponte dei Bini, Ponte alla Trave

### Communes limitrophes
Montale, Montemurlo, Pistoia, Prato, Quarrata.

## Jumelages
- Mallemort (France)
- Tifariti (Sahara occidental)[réf. nécessaire]

## Culture

### Monuments
- Église Saint-Pierre.
- Église Saint-Michel-Archange.
- Église Saint-Nicolas.
- Église Sainte-Marie de Spedalino Asnelli.